# Escudo de Neuquén
El escudo de la provincia Argentina de Neuquén fue diseñado por Mario Aldo Mástice, y después de haber sido presentado en un concurso comenzó a utilizarse el septiembre de 1958 por ley N° 16 de la Legislatura de esa provincia. 
1.- Hexágono Central: Forma principal, irregular simétrico, con un filete dorado. La parte superior es de color celeste, símbolo del cielo.
2.- Volcán Lanín y Pehuén: Más abajo y en azul está representado el Volcán Lanín y el Pehuén o Araucaria en el centro.
3.- Manos: Hacia cada lado del Pehuén dos manos con las palmas abiertas (en forma de ofrenda).
4.- El Río: Entre las manos abiertas fluye un río representando al Río Neuquén y al Río Limay, los mismos recorren toda la provincia.
5.- Laureles y Sol: Sol arriba como símbolo de libertad y Laureles abajo como símbolo de gloria.
6.- Las 16 estrellas: Sobre el fondo celeste del cielo se distribuye una diadema de 16 estrellas doradas que representan a los 16 departamentos en que está dividida la provincia.